# Инес де Кастро
Инес де Кастро (1325 – 7 януари 1355) е кастилска благородничка от португалски произход, убита заради любовната си връзка с португалския престолонаследник и бъдещ крал Педру I. След смъртта си е обявена за кралица на Португалия.

## Произход
Родена е през 1325 година. Дъщеря е на Педро Фернандес де Кастро, сеньор на Лемос и Сария, и на неговата португалска любовница Алдонса Лоренсу де Валадареш. Семейството на Инес произхожда от знатни благороднически фамилии от Галисия и Португалия. Освен това Инес е близка родственица на кастилските крале посредством техни незаконни издънки. Нейна баба е Виоланта Санчес Кастилска – незаконна дъщеря на кастилския крал Санчо IV. Прапрадядо на Инес е Родриго Алфонсо Леонски, който е незаконен син на леонския крал Алфонсо IX. Инес е потомка и на португалската инфанта Санча Енрикеш, която е дъщеря на португалския граф Енрикеш.

## Инес де Кастро в Португалия
Инес де Кастро пристига в Португалия като придворна дама на Констанса Мануел Кастилска – кастилската инфанта, която се омъжва за португалския престолонаследник Педру. Инес обаче засенчва с красотата си своята господарка и скоро в нея се влюбва самият инфант Педру. Заради връзката си с Инес дон Педру разваля отношенията си със законната си съпруга, обтягайки по този начин отношенията между Португалия и Кастилия. Освен това дон Педру започва да фаворизира кастилските благородници, намиращи се в португалския кралски двор, което засилва политическото им влияние в него. Така двамата братя на Инес стават негови близки съветници.
Връзката на Педру и Инес продължава и след смъртта на инфанта Констанса. Инес ражда на Педру четири незаконни деца, а това предизвиква опасенията на португалския крал Афонсу IV, че един ден нейните синове ще предявят претенции върху португалската корона и ще предизвикат кръвопролитна братоубийствена война. Освен това Инес започва да подбужда Педру да предяви претенции към кастилската корона, което неизбежно щяло да предизвика война с Кастилия.
За да раздели сина си от Инес, първоначално крал Афонсу IV се опитва да ожени сина си повторно, но Педру категорично отказва да се ожени за друга жена, ако това не е Инес де Кастро. След като става ясно, че Педру няма да прекрати отношенията си с кастилката, в кралския съвет е решено тя да бъде убита. Първоначално обаче кралят заповядва тя да бъде затворена в манастира „Санта Клара“ в Коимбра. Според легендата, Афонсу IV не се решил да изпълни присъдата на съвета, трогнат от вида на отчаяната жена, която заедно с децата си се хвърлила в краката му, за да проси милост.
Заточението не слага край на отношенията между Педру и Инес де Кастро. Увеличават се опасенията, че здравите деца на Инес и Педру ще изместят от престолонаследието болнавия и невръстен законен син на инфанта – Фернанду, което ще увеличи влиянието на кастилците. След като продължаващите опити на краля да сложи край на връзката на сина си не дават резултат, той изпраща в Коимбра съветниците си Пиеру Коелю, Алваро Гонсалвеш и Диего Лопеш Пачеку, за да изпълнят смъртната присъда на Инес де Кастро. На 7 януари 1355 г. в манастира Санта Клара те убиват Инес де Кастро, обезглавявайки я пред очите на малкото ѝ дете.
Смъртта на Инес шокира Педру, който въстава срещу баща си, въвличайки страната в кръвопролитна вражда, завършила по желанието на народа с примирие между двете страни. Малко след това старият крал умира и на престола се възкачва самият Педру I. Педру I се разправя жестоко с палачите на Инес, въпреки обещанието си, дадено по-рано, да не търси възмездие от тях. Въпреки че се опитват да избягат в Кастилия, двама от тях са заловени и публично екзекутирани. Педру I предвожда екзекуцията, лично изтръгвайки според легендата сърцата им.
Педру I дори обявил Инес за своя законна съпруга и истинска португалска кралица, за която се е венчал тайно, въпреки че не са открити категорични доказателства за твърденията му. Трагичната любов на краля ражда легендата, според която по заповед на Педру I тялото на Инес е ексхумирано и облечено в пищни кралски одежди, след което трупът е коронован и поставен на трон, а васалите на краля са принудени да засвидетелстват вярност към новата си кралица, като целунат ръката на трупа ѝ.
Останките на Инес де Кастро тържествено са пренесени от манастира в Коимбра и са положени в пищно украсен саркофаг в манастира в Алкобаса. По-късно тялото на Педру I е положено в саркофаг, разположен срещу този на Инес де Кастро.

## Деца
Инес де Кастро ражда на Педру I четири деца:
- Афонсо (1346), починал като дете;
- Инфанта Беатриш Португалска (1347 – 1381), омъжена за Санчо Афонсо, първи граф на Албукерке;
- Инфант Жуау (1349 – 1397), претендент за португалската корона по време на кризата от 1383 – 185;
- Инфант Дениш (1354 – 1397), претендент за португалската корона по време на кризата от 1383 – 185.

## Инес де Кастро в изкуството
Трагичната съдба на Инес де Кастро е увековечена в различни произведения на изкуството. За нея са написани няколко пиеси и поеми като „Lusiades“ от португалеца Луиш де Камоеш, „Nise lastimosa“ и „Nise laureada“ от испанеца Херонимо Бермудес, „Reinar despues morir“ от испанския драматург Луис Велес де Гевара и „La Reina morte“ („Мъртвата кралица“) от французина Анри дьо Монтерлан. Драма, озаглавена „Инес де Кастро“, пише и английската писателка Мари Ръсел Митфорд.
На Инес де Кастро са посветени и над двадесет опери:
- „Инес де Кастро“ от Николо Антонио Дзингарели (1798);
- „Инес де Кастро“ от Уолтър Савидж Ландър (1831);
- „Инес де Кастро“ от Джузепе Парсиани по либрето на Салвадоре Комарано (1835);
- „Wut“ от швейцарския композитор Андреа Скартазини (2006);
- „Инес де Кастро“ от американския композитор Томас Пасатиери (1976);
- „Инес“ от канадския композитор Джеймс Ролф (2009);

Образът на Инес де Кастро може да бъде видян в творби на художниците Йожен Сервиер, Колумбано Пинейро, Пиер-Шарл Комт, Карл Брюлов и др.